# وليام لورنس براغ
وليام لورنس براغ (Sir William Lawrence Bragg) (مواليد 31 مارس 1890 - 1 يوليو 1971) كان عالم فيزياء أسترالي حصل على جائزة نوبل في الفيزياء عام 1915 بالاشتراك مع وليم هنري براغ.

## أعماله
عمل لورنس براغ مع أبيه من 1912 - 1914 في البحث العلمي في موضوع البلورات واسخدما لذلك الأشعة السينية. واكتشف معادلة براغ عام 1912، والتي سميت باسم صاحبيها، واستغلها هو ووالده الذي قام بتطوير جهاز مطياف الأشعة السينية الذي استغل في دراسة العديد من بلورات المواد.
وقد طور مع تلاميذه نظرية عن البناء البلوري للسيليكات.

## روابط خارجية
- وليام لورنس براغ على موقع الموسوعة البريطانية (الإنجليزية)
- وليام لورنس براغ على موقع مونزينجر (الألمانية)
- وليام لورنس براغ على موقع إن إن دي بي (الإنجليزية)